# بایراوا
بایراوا (به تامیلی: Bairavaa) فیلمی محصول سال ۲۰۱۷ و به کارگردانی بهاراتان است. در این فیلم بازیگرانی همچون ویجای، کرتی سورش، جاگپاتی بابو، دانیل بالاجی، تامبی رامیاه، ساتیش ایفای نقش کرده‌اند.